# Droga wojewódzka nr 865
Droga wojewódzka nr 865 (DW865) – droga wojewódzka łącząca Jarosław z Bełżcem. Jej długość wynosi ok. 72 km. Jest dopuszczona do ruchu ciężkiego; biegnie na północny wschód przez teren województw podkarpackiego i lubelskiego. Wśród miejscowości, przez które przebiega droga, są cztery miasta: Jarosław, Oleszyce, Cieszanów i Narol. Jest niezwykle ważną drogą w transporcie drogowym, ponieważ łączy drogę krajową nr 94 i drogę krajową nr 77 z drogą krajową nr 17 (E372). Przebiega przez trzy powiaty: jarosławski (gminy: miasto Jarosław, gmina Jarosław, Wiązownica), lubaczowski (gminy: Oleszyce, Cieszanów, Narol) oraz tomaszowski (gmina Bełżec).

## Ważniejsze miejscowości leżące przy trasie DW865
- Jarosław (DK94, DK77, DW880)
- Szówsko (DW870)
- Koniaczów
- Zapałów
- Oleszyce (DW867)
- Dachnów (DW866)
- Cieszanów (DW863)
- Żuków (DW864)
- Płazów
- Narol
- Bełżec (DK17)